# Tvrdošín (distrito)
O Distrito de Tvrdošín (eslovaco: Okres Tvrdošín) é uma unidade administrativa da Eslováquia Setentrional, situado na Žilina (região), com 35.062 habitantes (em 2001) e uma superfície de 479 km². Sua capital é a cidade de Tvrdošín.

## Demografia
| Ano:        | 1994   | 2004   | 2014   | 2024   |
| ----------- | ------ | ------ | ------ | ------ |
| Broj ljudi: | 33 588 | 35 541 | 36 066 | 35 749 |
| Razlika:    |        | +5,81% | +1,47% | -0,87% |

| Ano:               | 2023   | 2024   |
| ------------------ | ------ | ------ |
| Número de pessoas: | 35 745 | 35 749 |
| Diferença:         |        | +0,01% |

## Cidades
- Trstená
- Tvrdošín (capital)

## Municípios
- Brezovica
- Čimhová
- Habovka
- Hladovka
- Liesek
- Nižná
- Oravský Biely Potok
- Podbiel
- Suchá Hora
- Štefanov nad Oravou
- Vitanová
- Zábiedovo
- Zuberec